# Stanisław Atlasiński
Stanisław Atlasiński (ur. 9 kwietnia 1919 w Kray (obecnie część Essen), zm. 28 października 2017) – polski piłkarz grający na pozycji napastnika.

## Życiorys
W 1934, w wieku 15 lat trafił do Lecha Poznań (wówczas KS KPW Poznań), z którym związany był przez większość kariery zawodniczej z przerwą na okres okupacji niemieckiej, kiedy w ramach konspiracyjnej ligi występował w barwach Dębca. Po wojnie powrócił do Lecha Poznań (wówczas ZZK Poznań) i w sezonie 1948 zanotował 6 meczów w ramach najwyższej klasy rozgrywkowej i strzelił jednego gola. Karierę zawodniczą zakończył po kontuzji, której doznał 4 lipca 1948. W barwach Lecha Poznań rozegrał łącznie 303 spotkania. W 2012 podczas jubileuszowego meczu z okazji obchodów 90-lecia Lecha Poznań, podczas meczu z Wisłą Kraków – Stanisław Atlasiński czynił honory i symbolicznie kopnął pierwszą piłkę na otwarcie meczu. W momencie poprzedzającym śmierć był najstarszym byłym piłkarzem Lecha Poznań. Mieszkał w Puszczykowie. Spoczywa na tamtejszym cmentarzu.